# AH Leporis
Désignations
AH Leporis (abrégé en AH Lep) est une naine jaune de huitième magnitude située à environ 57,6 pc (∼188 al) de la Terre, dans la constellation australe du Lièvre. Elle n'est pas observable à l'œil nu, mais avec un petit télescope elle peut être située à deux degrés et demie au nord de Arneb (α Leporis).

## Propriétés
AH Leporis est une naine jaune similaire au Soleil, quoique plus jeune. C'est une variable de type BY Draconis dont la magnitude apparente varie entre 8,46 et 8,50 sur une période de 1,31 jour. Sa température de surface est d'environ 5 800 K et elle classée comme une naine jaune de type spectral G2V ou G3V. Contrairement au Soleil, AH Leporis est plus jeune, avec un âge de 20 à 150 millions d'années. Elle est aussi légèrement plus grande avec un rayon de ~1,21 R☉.
Elle présente aussi de grandes taches stellaires à sa surface et un champ magnétique asymétrique. En raison de son jeune âge, elle connait des phases d'éruption importantes. C'est également un rotateur rapide, sa vitesse de rotation projetée étant de 25 km/s, plus de 10 fois plus rapide que la vitesse de rotation solaire. Elle a une teneur en métaux inférieure à celle du Soleil de 20 % ([Fe/H] = -0,10). Son abondance relative en lithium (Li/H = 3,3), bien que supérieure à celle du Soleil, correspond à l'abondance cosmique de ce métal.